# Scottish League Cup 1979/80
Der Scottish League Cup wurde 1979/80 zum 34. Mal ausgespielt. Der schottische Ligapokal, der unter den Teilnehmern der Scottish Football League ausgetragen wurde, begann am 15. August 1979 und endete mit den beiden Finalspielen am 8. und 12. Dezember 1979. Das erste Finalspiel wurde im Hampden Park von Glasgow ausgetragen, das notwendige Wiederholungsendspiel im Dens Park von Dundee. Offiziell wurde der Pokalwettbewerb als Bell’s Scottish League Cup ausgetragen. Die als Titelverteidiger startenden Glasgow Rangers kamen, bis die 3. Runde in der das Team gegen den FC Aberdeen verlor. Durch einen 3:0-Finalsieg im Wiederholungsspiel konnte Dundee United im New Firm Derby die Dons aus Aberdeen bezwingen. 

## 1. Runde
Ausgetragen wurden die Hinspiele am 15. August, die Rückspiele am 22. und 27. August 1979.
|                       | Gesamt |                      | Hinspiel | Rückspiel |
| --------------------- | ------ | -------------------- | -------- | --------- |
| FC Aberdeen           | 5:2    | FC Arbroath          | 4:0      | 1:2       |
| FC Dumbarton          | 3:4    | FC St. Johnstone     | 1:1      | 2:3       |
| FC East Stirlingshire | 2:5    | Albion Rovers        | 1:1      | 1:4       |
| Forfar Athletic       | 5:4    | Berwick Rangers      | 3:2      | 2:2 n. V. |
| FC Kilmarnock         | 3:2    | Alloa Athletic       | 2:1      | 1:1 n. V. |
| FC Stranraer          | 4:2    | Dunfermline Athletic | 0:0      | 4:2 n. V. |

## 2. Runde
Ausgetragen wurden die Hinspiele am 28. und 29. August, die Rückspiele zwischen dem 1. und 3. September 1979.
|                     | Gesamt |                     | Hinspiel | Rückspiel |
| ------------------- | ------ | ------------------- | -------- | --------- |
| FC Stenhousemuir    | 3:8    | FC St. Mirren       | 1:4      | 2:4       |
| Airdrieonians FC    | 2:3    | Dundee United       | 2:1      | 0:2       |
| FC Clyde            | 1:6    | Glasgow Rangers     | 1:2      | 0:4       |
| FC Clydebank        | 0:1    | Hamilton Academical | 0:0      | 0:1       |
| FC Cowdenbeath      | 2:7    | FC Dundee           | 1:4      | 1:3       |
| FC Falkirk          | 2:6    | Celtic Glasgow      | 1:2      | 1:4       |
| Hibernian Edinburgh | 3:2    | FC Montrose         | 2:1      | 1:1 n. V. |
| FC Kilmarnock       | 3:1    | Forfar Athletic     | 2:0      | 1:1       |
| FC Livingston       | 2:7    | FC Aberdeen         | 0:5      | 2:2       |
| FC Motherwell       | 3:4    | FC Queen’s Park     | 1:4      | 2:0       |
| Partick Thistle     | 3:2    | Albion Rovers       | 2:2      | 1:0       |
| Queen of the South  | 0:5    | Greenock Morton     | 0:1      | 0:4       |
| Raith Rovers        | 3:0    | FC East Fife        | 1:0      | 2:0       |
| FC St. Johnstone    | 6:4    | FC Stranraer        | 3:1      | 3:3       |
| Stirling Albion     | 4:1    | Brechin City        | 3:1      | 1:0       |
| Ayr United          | 3:2    | Heart of Midlothian | 2:2      | 1:0       |

## Achtelfinale
Ausgetragen wurden die Hinspiele am 26. September, die Rückspiele am 10. Oktober 1979.
|                     | Gesamt          |                  | Hinspiel | Rückspiel |
| ------------------- | --------------- | ---------------- | -------- | --------- |
| FC Aberdeen         | 5:1             | Glasgow Rangers  | 3:1      | 2:0       |
| FC Dundee           | 3:1             | Ayr United       | 2:1      | 1:0       |
| Hamilton Academical | 3:3 (4:2 i. E.) | FC St. Mirren    | 1:3      | 2:0 n. V. |
| Hibernian Edinburgh | 2:4             | FC Kilmarnock    | 1:2      | 1:2       |
| Partick Thistle     | 1:5             | Greenock Morton  | 0:1      | 1:4       |
| FC Queen’s Park     | 1:5             | Dundee United    | 0:3      | 1:2       |
| Raith Rovers        | 4:2             | FC St. Johnstone | 1:1      | 3:1       |
| Stirling Albion     | 1:4             | Celtic Glasgow   | 1:2      | 0:2       |

## Viertelfinale
Ausgetragen wurden die Hinspiele am 31. Oktober, die Rückspiele am 4. und 24. November 1979.
|                     | Gesamt          |                | Hinspiel | Rückspiel |
| ------------------- | --------------- | -------------- | -------- | --------- |
| FC Aberdeen         | 4:2             | Celtic Glasgow | 3:2      | 1:0       |
| Dundee United       | 1:0             | Raith Rovers   | 0:0      | 1:0       |
| Hamilton Academical | 3:2             | FC Dundee      | 3:1      | 0:1       |
| Greenock Morton     | 5:5 (5:4 i. E.) | FC Kilmarnock  | 3:2      | 2:3 n. V. |

## Halbfinale
Ausgetragen wurden die Spiele am 24. November und 1. Dezember 1979.
|               | Ergebnis |                     |
| ------------- | -------- | ------------------- |
| Dundee United | 6:2      | Hamilton Academical |
| FC Aberdeen   | 2:1      | Greenock Morton     |

## Finale
| Dundee United                              | Dundee United | FC Aberdeen | FC Aberdeen |
| ------------------------------------------ | --- | --- | ----------- |
| Dundee United                              | \| 8. Dezember 1979 in Glasgow (Hampden Park) \| \| Ergebnis: 0:0 n. V. \| \| Zuschauer: 27.173 \| \| Spielbericht \|                                                                                                  | \| 8. Dezember 1979 in Glasgow (Hampden Park) \| \| Ergebnis: 0:0 n. V. \| \| Zuschauer: 27.173 \| \| Spielbericht \| | FC Aberdeen |
| Dundee United                              | Hamish McAlpine – Derek Stark, Frank Kopel, Paul Hegarty, David Narey – Eamonn Bannon, John Holt, Iain Phillip (George Fleming), Graeme Payne (Steve Murray) – Willie Pettigrew, Paul Sturrock Cheftrainer: Jim McLean | Bobby Clark – Stuart Kennedy, Doug Rougvie, Alex McLeish, Willie Miller, Willie Garner – Ian Scanlon, Gordon Strachan, John McMaster (Derek Hamilton) – Steve Archibald, Mark McGhee (Drew Jarvie) Cheftrainer: Alex Ferguson | FC Aberdeen |
| 8. Dezember 1979 in Glasgow (Hampden Park) | | |             |
| Ergebnis: 0:0 n. V.                        | | |             |
| Zuschauer: 27.173                          | | |             |
| Spielbericht                               | | |             |

| FC Aberdeen                             | FC Aberdeen | Dundee United | Dundee United |
| --------------------------------------- | --- | --- | ------------- |
| FC Aberdeen                             | \| 12. Dezember 1979 in Dundee (Dens Park) \| \| Ergebnis: 0:3 (0:1) \| \| Zuschauer: 28.933 \| \| Spielbericht \| | \| 12. Dezember 1979 in Dundee (Dens Park) \| \| Ergebnis: 0:3 (0:1) \| \| Zuschauer: 28.933 \| \| Spielbericht \|                                                                         | Dundee United |
| FC Aberdeen                             | Bobby Clark – Stuart Kennedy, Doug Rougvie, Alex McLeish, Willie Miller, Willie Garner – Ian Scanlon (Derek Hamilton), Gordon Strachan, John McMaster – Steve Archibald, Mark McGhee (Drew Jarvie) Cheftrainer: Alex Ferguson | Hamish McAlpine – Derek Stark, Frank Kopel, Paul Hegarty, David Narey – Eamonn Bannon, John Holt, George Fleming, Billy Kirkwood – Willie Pettigrew, Paul Sturrock Cheftrainer: Jim McLean | Dundee United |
| FC Aberdeen                             | 0:1 Willie Pettigrew (15.) 0:2 Willie Pettigrew (65.) 0:3 Paul Sturrock (79.) | | Dundee United |
| 12. Dezember 1979 in Dundee (Dens Park) | | |               |
| Ergebnis: 0:3 (0:1)                     | | |               |
| Zuschauer: 28.933                       | | |               |
| Spielbericht                            | | |               |